# Wygoda (powiat łomżyński)
Wygoda – wieś w Polsce położona w województwie podlaskim, w powiecie łomżyńskim, w gminie Łomża.

## Historia
W latach 1921–1939 wieś leżała w województwie białostockim, w powiecie łomżyńskim, w gminie Puchały.
Według Powszechnego Spisu Ludności z 1921 roku wieś zamieszkiwało 291 osób, 118 było wyznania rzymskokatolickiego, 173 mojżeszowego. Jednocześnie 286 mieszkańców zadeklarowało polską przynależność narodową, 1 rosyjską a 4 żydowską. Były tu 40 budynki mieszkalnych. Miejscowość należała do parafii rzymskokatolickiej w m. Puchały. Podlegała pod Sąd Grodzki w Zambrowie i Okręgowy w Łomży; właściwy urząd pocztowy mieścił się w m. Czerwony Bór.
W wyniku napaści ZSRR na Polskę we wrześniu 1939 miejscowość znalazła się pod okupacją sowiecką. Od czerwca 1941 roku pod okupacją niemiecką. Od 22 lipca 1941 do 1945 włączona w skład Landkreis Lomscha, Bezirk Bialystok III Rzeszy.
W latach 1975–1998 miejscowość administracyjnie należała do województwa łomżyńskiego.

## Religie
W miejscowości znajduje się kościół, który jest siedzibą parafii NMP Matki Kościoła.

## Obiekty użyteczności publicznej
- szkoła podstawowa
- filia biblioteki publicznej w Łomży
- pensjonat noclegowy[10]